# Pura vida (álbum de Los Pericos)
Pura vida es el décimo álbum de estudio de la banda de reggae argentina Los Pericos, editado por el sello Sony BMG en 2008. El álbum fue grabado en los estudios Mondo Mix y Robledo Sound Machine en Buenos Aires, entre diciembre de 2007 y julio  de 2008. Íntegramente masterizado por José Blanco en Master House Studios, Miami, USA.

## Descripción
Contiene 15 nuevas canciones de las cuales incluye un cover de Claudinho & Buchecha, que se llama «El gran desfile» («Fico Assim Sem Você»), y la letra fue adaptada por Los Pericos. También incluye un dueto con Pato Banton en la canción «Groovy Vampire».
La idea de la banda para este disco, ha sido buscar distintos sonidos e ideas productivas según el repertorio. Para esto contaron con el apoyo creativo de Cachorro López, quien produjo la primera etapa de grabación del disco en diciembre de 2007, y Pablo Romero de Árbol, quien produjo otra parte del repertorio en abril de este año. La pincelada final, que le dio el color y espíritu vibrante a Pura vida, fue aportada por Los Pericos; que volvieron a sentarse tras la consola para producir alguno de sus temas haciendo punta en la vasta experiencia de varios integrantes en la producción artística.
En Pura vida la banda recupera el clásico sonido "Pericos", quizás dado por el clima de fiesta y diversión familiar en que se realizó la grabación de todo el disco. Afianzados en su actual formación retoman un estilo fresco que transluce optimismo y vibra positiva.

## Lista de canciones
| N.º | Título                                    | Escritor(es)                                          | Duración |  |
| 1.  | «Pianito»                                 | Los Pericos                                           | 3:41     |  |
| 2.  | «Lindo día»                               | Los Pericos · Pablo Romero                            | 3:20     |  |
| 3.  | «El gran desfile» («Fico Assim Sem Você») | Abdullah · Cacá Moraes Adapt. al español: Los Pericos | 3:50     |  |
| 4.  | «Groovy Vampire» (con Pato Banton)        | Los Pericos · Cachorro López · Pato Banton            | 3:43     |  |
| 5.  | «Los celos»                               | Los Pericos                                           | 3:12     |  |
| 6.  | «El hombre»                               | Los Pericos                                           | 3:10     |  |
| 7.  | «Limpia el amor»                          | Los Pericos · Pablo Romero                            | 2:46     |  |
| 8.  | «La vieja llama»                          | Los Pericos                                           | 3:22     |  |
| 9.  | «Despertar»                               | Los Pericos                                           | 3:35     |  |
| 10. | «Soy el mar»                              | Los Pericos                                           | 3:37     |  |
| 11. | «Everybody be cool»                       | Los Pericos                                           | 3:28     |  |
| 12. | «Tatuado en mí»                           | Los Pericos                                           | 3:34     |  |
| 13. | «Miramar»                                 | Los Pericos                                           | 3:57     |  |
| 14. | «Amores ciegos»                           | Los Pericos                                           | 3:48     |  |
| 15. | «Santos»                                  | Los Pericos                                           | 3:26     |  |

## Músicos
- Juanchi, Willie y Gastón: cuerdas GK.
- Topo: baterias Solidrums, platillos Zildjian y palos Quicktension.
- Marcelo: palos Quicktension.
- Horacio Avendaño: Saxo.

Invitados
- Voz en «Groovy Vampire»: Pato Banton.
- Coros en «Everybody be cool»: Pablo Romero.
- Trombón en «El gran desfile»: Juan Scalona.
- Piano en «Santos»: Marcelo Pisera.

## Ficha técnica
Tracks 3, 4 y 8 grabados durante el mes de diciembre de 2007 en Mondo Mix, Buenos Aires:
- Ingeniero de grabación: Sebastián Schon.
- Producción artística: Cachorro López.
- Asistente: Demián Nava.
- Pato Banton grabado en Igloo Music. Burbank, California, Estados Unidos por Gustavo Borner y Justin Moshkevich.

El resto de los tracks fueron grabados entre mayo y julio de 2008 en Robledo Sound Machine, Buenos Aires:
- Ingeniero de grabación: Diego Blanco.
- Producción artística en 1, 2, 5, 7, 11, 13 y 15: Pablo Romero y Los Pericos.
- Producción artística en 6, 9, 10, 12 y 14: Los Pericos.
- Edición digital: Diego Blanco y Juanchi Baleirón.
- Drum Doctor: Bolsa González.

Todos los temas mezclados por César Sogbe:
- Tracks 3, 4, 8 y 15 mezclados en MondoMix.
- El resto de los tracks fueron mezclados en Robledo Sound Machine.
- Masterizado en Master House Studios, Miami por José Blanco.
- Arreglos de vientos: Los Pericos y Miguel A. Tallarita.

- Diseño de arte: BoogieMan Media.
- Fotografía en arte: Lezano-Arpesella.
- Robledo original: Fernando Baleirón.

- Asistentes generales de grabación: Emiliano Gerez y Walter Derfler.
- Asistente de producción: Mariana García.
- Producción ejecutiva: Ana Poluyan.

Todos los temas editados por CMD excepto «El gran desfile» por Sony Music Publishing.

## Staff
- Escenario: Víctor Díaz y Walter Derfler («Los europeos»).
- Jefe de escenario: Emiliano Gerez.
- Luces: Juanjo Lanne.
- Monitores: Ianina Canalis.
- Sonido: Toby Peralta.
- Producción: Mariana García.
- Tour Manager: Alejandro Ruiz.
- General Manager: Ana Poluyan.